# Stones Grow Her Name
Stones Grow Her Name é o sétimo álbum de estúdio da banda Finlandesa de power metal Sonata Arctica, lançado em maio de 2012 na Europa e na América do Norte. É o último álbum com o baixista Marko Paasikoski. Em uma entrevista de 2014 sobre o sucessor deste álbum, Pariah's Child, o vocalista e compositor Tony Kakko se referiu a ele como "um álbum de rock, mais do que qualquer coisa", comparando-o ao som mais "de volta às raízes" do lançamento de 2014.

## Informações das faixas
Sobre a faixa "Cinderblox", Tony afirmou:
| “ | Conforme você deve ter percebido, ela começou como uma... piada. Eu brincando com esse som de banjo que eu encontrei. Escrevi um riff que virou uma música. E quando nós então decidimos que seria gravada para este álbum tudo que tivemos que fazer foi encontrar alguém para tocar o banjo. Nós encontramos! [...] Esta é a música que ainda me faz sorrir toda vez que eu a ouço. | ” |

"Somewhere Close to You" foi escrita originalmente para um possível lançamento solo de Tony, mas acabou no álbum. "Losing My Insanity" foi originalmente escrita por Tony Kakko para o álbum de Ari Koivunen Fuel for the Fire.
As duas últimas faixas, "Wildfire, Part: II - One With the Mountain"e "Wildfire, Part: III - Wildfire Town, Population: 0" continuam a história iniciada em "Wildfire", do álbum Reckoning Night.

## Faixas
Todas as letras escritas por Tony Kakko, todas as músicas compostas por Tony Kakko.
| N.º            | Título | Duração |  |
| 1.             | "Only the Broken Hearts (Make You Beautiful)" (Só os corações partidos (tornam você bonita))                                      | 3:24    |  |
| 2.             | "Shitload of Money" (Dinheiro pra cacete)                                                                                         | 4:52    |  |
| 3.             | "Losing My Insanity escrita originalmente para o álbum de Ari Koivunen Fuel for the Fire" (Perdendo minha insanidade)             | 4:03    |  |
| 4.             | "Somewhere Close to You" (Algum lugar perto de você)                                                                              | 4:14    |  |
| 5.             | "I Have a Right" (Eu tenho um direito)                                                                                            | 4:48    |  |
| 6.             | "Alone in Heaven" (Sozinho no paraíso)                                                                                            | 4:32    |  |
| 7.             | "The Day" (O dia) | 4:15    |  |
| 8.             | "Cinderblox" (Blocos de concreto)                                                                                                 | 4:04    |  |
| 9.             | "Don't Be Mean" (Não seja má) | 3:18    |  |
| 10.            | "Wildfire, Part: II - One with the Mountain" (Incêndio florestal, parte II - Um com a montanha)                                   | 7:54    |  |
| 11.            | "Wildfire, Part: III - Wildfire Town, Population: 0" (Incêndio florestal, parte III - Cidade do incêndio florestal, população: 0) | 8:00    |  |
| Duração total: | Duração total: | 53:16   |  |

Faixa bônus nas edições européia e norte-americana
| N.º | Título                                                   | Duração |  |
| 12. | "Tonight I Dance Alone" (Esta noite eu dançarei sozinho) | 3:27    |  |

Faixa bônus da edição japonesa
| N.º | Título                                    | Duração |  |
| 12. | "One-Two-Free-Fall" (Um-dois-queda livre) | 3:49    |  |

## Músicos
- Tony Kakko – vocais, teclados adicionais
- Elias Viljanen – guitarras
- Marko Paasikoski – baixo
- Henrik Klingenberg – teclados
- Tommy Portimo – bateria